# Euscarthmini
Euscarthmini es una tribu de aves paseriformes de la familia Tyrannidae, cuyas especies se distribuyen ampliamente por el Neotrópico.

## Taxonomía
Los amplios estudios genético-moleculares realizados por Tello et al. (2009) descubrieron una cantidad de relaciones novedosas dentro de la familia Tyrannidae que todavía no están reflejadas en la mayoría de las clasificaciones. Siguiendo estos estudios, Ohlson et al. (2013) propusieron una nueva organización y división de la familia  Tyrannidae. Según el ordenamiento propuesto, la tribu Euscarthmini permanece en Tyrannidae, en una subfamilia Elaeniinae Cabanis & Heine, 1859-60.

## Géneros
Según el ordenamiento propuesto, la presente tribu agrupa a los siguientes géneros:
- Zimmerius
- Stigmatura
- Camptostoma
- Inezia
- Euscarthmus
- Ornithion
- Phyllomyias solamente parte de las especies (excepto el grupo fasciatus) que se propone sean reagrupadas en géneros resucitados Tyranniscus, Acrochordopus y Xanthomyias). El género es considerado polifilético.[4]
- Mecocerculus (el grupo poecilocercus, excluyendo Mecocerculus leucophrys.